# ماليبورا (الهند)
ماليبورا (بالإنجليزية: Malipura) هي بلدة صغيرة تقع في مدينة كير في منطقة عليكرة التابعة لـولاية أتر براديش الهندية. تقع البلدة على طريق تينتيجون وطريق تينتيجون باي باس.

## التركيبة السكانية
حسب التعداد السكاني الصادر عام 2011 في الهند، بلغ عدد سكان بلدة ماليبورا 7,565 نسمة. حيث شكل الذكور 52% من السكان والإناث 48%. يبلغ متوسط معدل معرفة القراءة والكتابة في ماليبورا 52%، وهو أقل من المعدل الوطني البالغ 59.5%: معدل معرفة القراءة والكتابة لدى الذكور 58%، ومعدل معرفة القراءة والكتابة بين الإناث 42%. في ماليبورا، 20% من السكان تقل أعمارهم عن 6 سنوات.